# Le Pallet

Localització de Le Pallet

Le Pallet (en bretó Ar Palez) és un municipi francès, situat a la regió de país del Loira, al departament de Loira Atlàntic, que històricament ha format part de la Bretanya. L'any 2006 tenia 2.650 habitants. Limita amb els municipis de La Chapelle-Heulin, Vallet, Mouzillon, Gorges, Monnières, Maisdon-sur-Sèvre i Haute-Goulaine.

## Demografia
| 1962                                       | 1968  | 1975  | 1982  | 1990  | 1999  |
| ------------------------------------------ | ----- | ----- | ----- | ----- | ----- |
| 1.371                                      | 1.442 | 1.507 | 1.857 | 2.070 | 2.394 |
| Des de 1962: població sense dobles comptes |       |       |       |       |       |

## Administració
| Període   | Identitat             | Partit        |
| --------- | --------------------- | ------------- |
| 1965-1977 | Gabriel Emeriau       | Divers droite |
| 1977-1989 | Anne Roucou           | Divers droite |
| 1989-2008 | Jean-Claude Douet     | UDF-MoDem     |
| 2008-     | Pierre-André Perrouin | PS            |